# PIN2
PIN2 (ang. Personal Identification Number 2) – specjalny kod zabezpieczający dostęp do zaawansowanych funkcji telefonu komórkowego, przypisany do danej karty SIM. Podobnie jak kod PIN składa się z czterech cyfr (z zakresu 0000–9999). Jego podanie jest wymagane np. przy zerowaniu licznika kosztów połączeń czy uaktywnianiu trybu wybierania ustalonego (FDN).
Trzykrotne wprowadzenie błędnego kodu PIN2 skutkuje jego zablokowaniem, a tym samym brakiem możliwości włączenia lub wyłączenia zaawansowanych funkcji telefonu. Można go jednak odblokować wprowadzając specjalnie do tego przygotowany kod PUK2. Mimo to dziesięciokrotne błędne wprowadzenie tego kodu spowoduje trwałą blokadę dostępu do wyżej wspomnianych funkcji.